# 利托米什爾

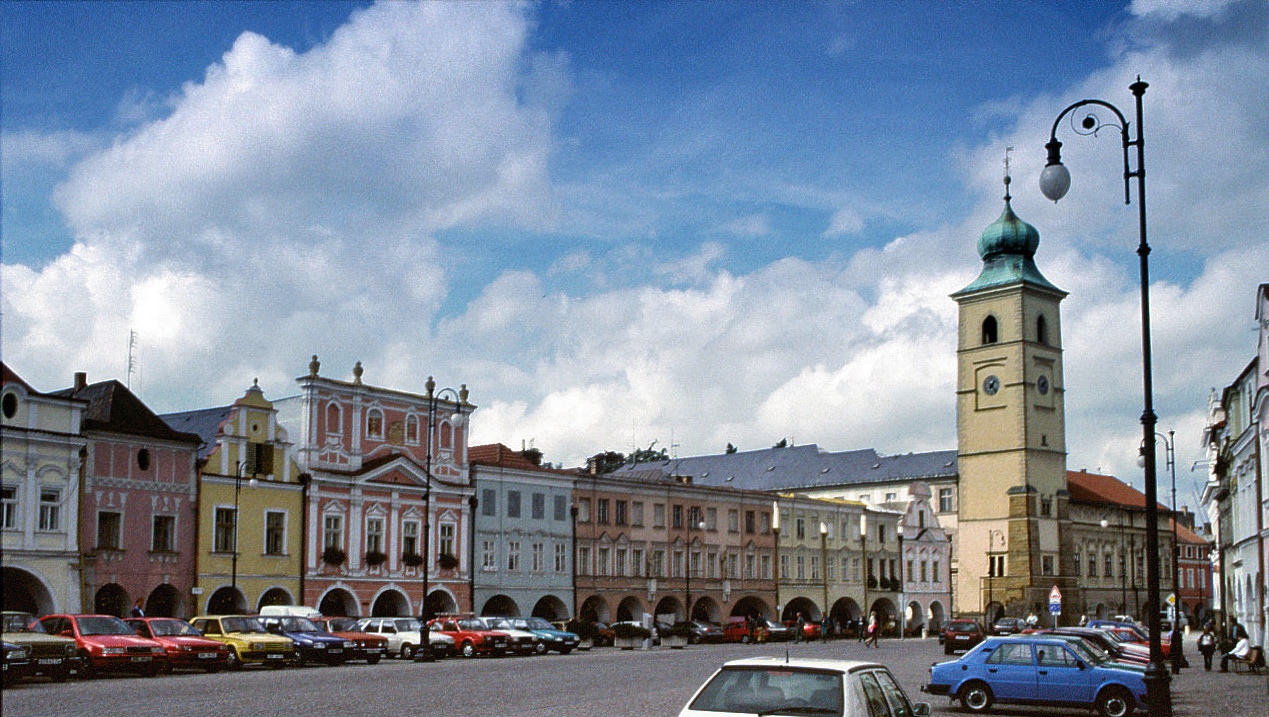

利托米什爾是捷克的城鎮，位於該國東北部，距離斯維塔維18公里，由帕爾杜比采州負責管轄，始建於十三世紀，面積33.45平方公里，海拔高度達330米，2015年人口共10,077。

## 外部連結
- Official website（捷克文）
- （页面存档备份，存于）
- Basic facts, sights, history（页面存档备份，存于）